# Boomer
Boomer este un termen preluat din limba engleză care se referă la o persoană născută între anii 1946 și 1970.
Aceasta generație de oameni se află după silent generation și înaintea generației X.